# Кати Голд
Кати Голд (англ. Katie Gold, настоящее имя Джонна Беннетт Лувол (англ. Johnna Bennett Luvaul); род. 7 марта 1978 года) — американская порноактриса, лауреат премий AVN Awards и XRCO Award.

## Карьера
В возрасте 18 лет Кати переехала со своей подругой Шей Суит в Калифорнию. До начала карьеры в индустрии фильмов для взрослых работала стриптизёршей. Первый период съёмок во взрослых фильмах длился с 1997 по 1999 год. Первая сцена — в фильме More Dirty Debutantes 67. 
В 2003 году Голд вернулась в качестве исполнителя по контракту с JM Productions. Пыталась организовать союз порноактеров.
По данным на 2020 год, снялась в 406 порнофильмах в качестве актрисы, и для одного фильма выступила режиссёром.

## Премии и номинации
| Год  | Церемония  | Результат | Номинация | Фильм                        |
| ---- | ---------- | --------- | --- | ---------------------------- |
| 1998 | AVN Award  | Победа    | Лучшая групповая сексуальная сцена (видео) (вместе с Питером Нортом, Алиссой Лав, Холли Вудс и Шей Суит)            | Gluteus to the Maximus       |
| 1999 | AVN Award  | Победа    | Лучшая актриса второго плана — видео                                                                                | Pornogothic                  |
| 1999 | AVN Award  | Номинация | Лучшая женская секс-сцена — видео (вместе с Азией Каррера)                                                          | Pornogothic                  |
| 1999 | AVN Award  | Номинация | Лучшая новая старлетка                                                                                              | н/д                          |
| 1999 | AVN Award  | Номинация | Лучшая сцена анального секса — видео (вместе с Джонни Блэк и Steve Hatcher)                                         | Depraved Fantasies 5         |
| 1999 | AVN Award  | Номинация | Лучшая парная секс-сцена — видео (вместе с Марком Уаллисом)                                                         | Nude World Order             |
| 1999 | AVN Award  | Номинация | Лучшая сцена группового секса — видео (вместе с Holly Body, Джэсси Джеймс, Дакотой, Алексом Сандерсом и Alec Metro) | Bodyslammin': Shake & Tumble |
| 1999 | XRCO Award | Победа    | Невоспетая сирена                                                                                                   | н/д                          |
| 2000 | AVN Award  | Номинация | Лучшая женская сексуальная сцена, фильм (вместе с Инари Вэш)                                                        | Trial By Copulation          |
| 2000 | AVN Award  | Номинация | Лучшая женская сексуальная сцена, видео (вместе с Джилл Келли)                                                      | Porno Playground             |